# Ni no kuni II: Il destino di un regno
Ni no kuni II: Il destino di un regno (二ノ国II レヴァナントキングダム?, Ni no kuni: Revananto Kingudamu) è un videogioco JRPG sviluppato da Level-5 e pubblicato da Bandai Namco Entertainment. Il gioco è il seguito di Ni no kuni: La minaccia della Strega Cinerea ed è stato pubblicato il 23 marzo 2018 per Microsoft Windows e per PlayStation 4. Una versione per Nintendo Switch è stata pubblicata il 17 settembre 2021 e per Xbox One e Xbox Series X/S il 21 marzo 2023.
La storia segue le vicende di Evan Pettiwhisker Tildrum, il giovane re del regno di Ding Dong Dell. Evan dopo un colpo di stato viene cacciato dal suo regno. Questo avvenimento lo costringe a intraprendere un viaggio con l’obbiettivo di ricostruire il suo regno e di riunire il mondo intero. Il giocatore ha la possibilità di controllare liberamente Evan per tutto il campo di gioco; gli altri personaggi del gruppo possono invece essere controllati liberamente durante le battaglie. In battaglia i giocatori possono far uso di abilità magiche e sono assistiti da creature magiche chiamate “Cioffi” che possono lanciare incantesimi e concedere altri bonus di combattimento automaticamente o quando richiesto dal giocatore.
Il gioco ha ricevuto una critica positiva e nel mese di maggio 2018 sono state registrate vendite di oltre 900.000 copie in tutto il mondo.

## Trama
La storia di Ni no kuni II ha inizio centinaia di anni dopo le vicende vissute in Ni no kuni: La minaccia della Strega Cinerea. Nonostante siano ambientati nello stesso mondo, non è necessario aver giocato al primo capitolo per poter comprendere la storia del seguito. Tuttavia, all'interno del gioco sono presenti alcuni riferimenti che possono essere compresi solo da chi ha completato anche il primo titolo della saga.
La storia inizia nel castello di Gatmandù dove il giocatore interpreta Roland, un essere umano che viene dalla Terra, teletrasportato per magia nel castello. Qui Roland incontra Evan: figlio del re e giovane protagonista della storia. I due scoprono che il perfido Doloran ha organizzato un colpo di stato per uccidere il re e conquistare il regno con lo scopo di scacciare definitivamente la razza dei Felinidi, e farlo diventare proprietà della razza dei Murinidi.
Evan e Roland quindi sono costretti a scappare nelle fogne, evitando le guardie reali che proteggevano il re. Doloran aveva capito le loro intenzioni e per questo li fa inseguire dal Cavaliere Nero. Per salvare Evan e Roland da morte certa Amina, la dama di compagnia del re, decide di sacrificarsi esprimendo come ultima volontà a Evan che lui torni a regnare. Evan per mantenere la promessa fatta decide dunque di creare un nuovo regno dove regna la pace tra i popoli, che chiama Eostaria.
Lungo il viaggio per diventare re, Evan, seguito da Roland, visita molti villaggi dove grazie ai regnanti impara lezioni importanti, riuscendo a guadagnarsi la fiducia e il rispetto degli abitanti.
In questo viaggio incontra anche molte persone che si offrono d'aiutarlo e si aggregano alla sua squadra. 
In particolare in una casa sui monti Evan incontra una signora, zia Martha, che gli presenta delle creature elementali dalla forma particolare, i Cioffi. Queste creature provengono dalla terra e si manifestano con lo scopo di aiutare con i loro poteri solo chi ne è degno: sono infatti capaci di creare qualsiasi elemento presente in natura. Martha ne regala uno a Evan; gli altri devono essere cercati negli idoli Cioffi sparsi per il regno.
Per diventare un vero re serve aver stipulato un contratto con un Nume Tutelare così da essere incoronati e rispettati da tutti. Dopo aver superato un particolare dungeon Evan e il suo gruppo incontrano Solario, un Nume Tutelare, che aiuta il gruppo durante le visite nei vari regni.
Durante il viaggio Evan e il suo gruppo scoprono inoltre che Doloran sta architettando qualcosa di terribile. Egli sembra interessato ai Numi Tutelari dei vari sovrani. Il suo scopo è quello di distruggere il legame tra i sovrani e i Numi, e risvegliare un potente demone.
Evan deve dunque riportare la pace nei regni, sconfiggere Doloran e fondare il suo regno, diventandone re.

## Modalità di gioco
Tutte le battaglie che il giocatore affronta sono in tempo reale con un gruppo di gioco formato da un massimo di tre personaggi aiutati dai Cioffi, piccoli spiritelli dotati di abilità particolari.
Tutte le fasi di combattimento, tranne quelle strategiche, rientrano nel classico genere action RPG in terza persona con la zona dello scontro delimitata. A differenza di molti titoli RPG tutti i nemici sono visibili e quindi, alcune volte, possono essere evitati. Nelle battaglie si controlla il leader del gruppo, mentre gli altri personaggi sono controllati dall'A.I.. Ogni eroe ha il suo stile di combattimento, le sue abilità e le sue armi, con la possibilità di usare qualsiasi armatura e gadget. Tutti i personaggi possono usare in battaglia un'arma per gli attacchi a lunga distanza, e massimo tre per gli attacchi da mischia. Ogni arma ha parametri differenti e alcune possono essere incantate. I gadget e le armature conferiscono dei bonus extra al personaggio che li equipaggia. È presente lo stato di frenesia e una barra PM che si ricarica scagliando attacchi corpo a corpo: serve per utilizzare diverse abilità e le armi a lungo raggio.
I Cioffi sono piccoli spiritelli che aiutano il giocatore a combattere: sono caratterizzati da colori specifici che ne determinano abilità e ruolo. Vengono reclutati risolvendo degli enigmi sparsi nel mondo di gioco. I Cioffi si muovono nel campo di battaglia in modo autonomo e attraverso le loro abilità aiutano il giocatore sia in attacco che in difesa. Il numero di Cioffi che si può portare in battaglia è limitato: occorre dunque valutare bene quali portare in squadra e quali escludere. 
Al termine di ogni scontro si ottengono punti XP, Punti Battaglia e ricompense varie quali soldi, armi e gadget. Tutti i personaggi guadagnano punti esperienza, anche se non sono presenti sul campo di battaglia (in questo caso il guadagno è minore). I Cioffi possono essere potenziati solo in un'apposita struttura situata nel regno. I Punti Battaglia ottenuti possono essere spesi nell'Equalizzatore, una stele magica, che modifica alcuni parametri dei personaggi, quali ad esempio l'aumento dei danni inflitti in battaglia e l'aumento della resistenza dei danni inflitti dagli avversari.
All'interno del gioco sono presenti anche le Battaglie Campali, ovvero battaglie strategiche opzionali con personaggi in stile super deformed. Il giocatore prende parte a vere e proprie operazioni militari precedute da un briefing per organizzare al meglio le risorse e l'esercito, composto da un massimo di quattro truppe differenti. L'intero sistema delle Battaglie Campali ricorda quello della morra cinese: gli arcieri hanno la meglio sulle truppe corazzate che a loro volta hanno la meglio sugli spadaccini etc. Le truppe salgono di livello e il giocatore può potenziarle; è inoltre possibile costruire strutture e cannoni utili in battaglia.
Il titolo è fornito anche di una componente gestionale: è possibile infatti edificare il proprio regno. Attraverso l'utilizzo della moneta di gioco, i Dorados Reali, è possibile edificare e potenziare diverse strutture come ad esempio caserme, negozi, laboratori e orti. Il giocatore deve gestire l'economia ed arruolare nuovi personaggi per rendere più efficienti gli edifici del regno e velocizzare le ricerche. Il tutto serve per produrre nuovi oggetti, nuove armi o abilità e per potenziare i Cioffi.

## Personaggi
I nomi dei personaggi possono cambiare a seconda della traduzione linguistica del gioco.
Evan Pettiwhisker Tildrum
È il protagonista del gioco e re del regno di Ding Dong Dell. Dopo il colpo di stato che lo ha costretto ad abbandonare il suo regno, Evan decide, insieme ai suoi compagni, di fondarne uno nuovo, per creare un mondo in cui non esista la guerra. Il suo sogno è che tutti possano vivere in pace felici e contenti. Evan discende dalla tribù felina: è mezzo Grimalkin da parte di padre e mezzo umano da parte di madre.
Roland Crane
È il secondo personaggio principale e primo personaggio che il giocatore controlla. Roland proviene dalla Terra dove ricopriva la carica di presidente di un paese sconosciuto (equivalente agli Stati Uniti d'America della realtà) prima di essere teletrasportato magicamente nel regno di Ding Dong Dell. Ha 48 anni, anche se dopo il teletrasporto sembra più giovane. Grazie al tempo trascorso in qualità di presidente, possiede una grande conoscenza politica e diplomatica che sfrutterà per aiutare re Evan a trovare e governare il suo nuovo regno diventando il suo consigliere principale. Roland, in battaglia, è specializzato nell'uso di spade e pistole. Roland è il personaggio più adulto ed è stato sviluppato per permettere anche ai giocatori più maturi di sentirsi coinvolti nella storia.
Hanmar
È l'antagonista principale del gioco. Il suo piano è quello di catturare i regnanti di tutte le maggiori nazioni nel tentativo di rianimare un potente demone così da poter ricostruire il suo regno andato distrutto e catturare l’anima di tutti gli esseri viventi con l’obbiettivo di proclamarsi il Re Supremo.

### Personaggi secondari
Zoran
È il capo dei Pirati del Cielo e padre di Shanty. Si unisce al gruppo del giocatore dopo aver salvato sua figlia dal "Wayvern's Den". Zoran è un personaggio molto potente, intimidatorio, ma leale. Le armi che predilige sono i martelli e gli archi.
Shanty
È la figlia di Zoran, capo dei Pirati del Cielo. Shanty utilizza principalmente lance e archi e si concentra sull'infliggere danni a lunga distanza.
Cecilius Aristides
Personaggio giocabile a partire dal capitolo 5. Cecilius è il consigliere spirituale della regina Nerea ed è specializzato nell'uso di lance e bacchette.
Suzie Meadows
È un personaggio giocabile che si unisce al gruppo del giocatore nel capitolo 6. Suzie possiede una gamba meccanica ed è in grado d’impugnare martelli e pistole.

## Sviluppo
Il gioco è stato presentato per la prima volta nel dicembre 2015 durante l’evento Playstation Experience.
A differenza del primo titolo, che è stato sviluppato da Level-5 in collaborazione con lo studio di animazione Studio Ghibli, il sequel non ha avuto il loro coinvolgimento. Nonostante ciò, l’ex disegnatore di personaggi Ghibli Yoshiyuki Momose e il maestro Joe Hisaishi, compositore delle musiche per i film dello Studio Ghibli, che in precedenza avevano lavorato per lo sviluppo del primo titolo Ni no kuni: La minaccia della Strega Cinerea, hanno ricoperto nuovamente i loro ruoli, lavorando anche allo sviluppo del secondo capitolo.
Il game director di Level-5 Akihiro Hino nel corso della presentazione del gioco ha affermato che il seguito di Ni no kuni: La minaccia della Strega Cinerea riesce a soddisfare le aspettative coltivate nel primo titolo con l’aggiunta di trame più profonde ricche di sequenze drammatiche.
L’uscita del gioco era inizialmente prevista per il 19 gennaio 2018, ma a causa di ritardi d’ottimizzazione da parte di Level-5, il gioco è stato lanciato sul mercato in esclusiva PlayStation 4 e Microsoft Windows in data 23 marzo 2018. Oltre alla versione standard del gioco, i giocatori hanno la possibilità di acquistare anche le diverse edizioni speciali: la Prince’s Edition e la King’s Edition.
Il gioco era stato sviluppato inizialmente solo per il mercato occidentale senza tenere conto di quello giapponese. Il ragionamento degli sviluppatori era dovuto al fatto che il successo avuto dal primo capitolo della saga è stato merito dell’occidente. Alla fine però Level-5 ha deciso di svilupparlo anche per il Giappone sostenendo che il loro obiettivo finale è quello di creare un gioco per tutte quelle persone a cui piace il genere proposto.
In risposta alle critiche che accusano il titolo di essere troppo facile, Bandai Namco Entertainment ha lanciato nel mese di giugno 2018 un aggiornamento che introduce due nuovi livelli di difficoltà: "Hard" ed "Extreme". Il 9 agosto 2018 è stato invece pubblicato il primo DLC contenente nuovi nemici e nuove missioni che consentono di ottenere ricompense uniche. 

## Colonna sonora
Il 6 giugno 2018. è stata resa disponibile all'acquisto la colonna sonora del gioco sul sito della casa editrice Wayo Records. 
Le musiche sono state eseguite dalla Tokyo Philharmonic Orchestra e curate dal maestro Joe Hisaishi, creatore di alcune melodie di opere dello Studio Ghibli.
Il disco contiene 31 tracce, per una durata complessiva di 69:25 minuti.
1. Theme from Ni no Kuni II – 4:03
2. The Toppled Throne – 1:33
3. The Escape – 1:44
4. Let Battle Commence – 2:08
5. Leavetaking – 1:50
6. The Curious Boy – 1:53
7. The Great Outdoors – 1:42
8. Into the Fray – 2:05
9. Here Come the Higgledies! – 1:40
10. Treacherous Valley – 1:39
11. Boss Battle – 1:37
12. To Arms! – 1:42
13. Forest of Mysteries – 2:56
14. City of Hunger – 2:17
15. There is Hope – 3:32
16. Carefree Days – 3:20
17. The High Seas – 2:08
18. Kingdom by the Sea – 3:23
19. Deep Sea Cave – 2:22
20. Fateful Encounter – 1:39
21. Painful Memories – 1:28
22. City of the Future – 1:46
23. The Factory Floor – 2:22
24. The Boundless Skies – 1:16
25. In the Kingdom of the Mice – 1:34
26. Kingmaker's Theme – 1:52
27. The Lost Kingdom – 2:13
28. Dark Rite – 1:55
29. The Final Showdown – 1:43
30. Evan's Kingdom – 2:47
31. Happily Ever After – 5:16

## Accoglienza
| Testata                            | Versione | Giudizio |
| ---------------------------------- | -------- | -------- |
| Metacritic (media al 12-08-2022)   | PS4      | 84/100   |
| Metacritic (media al 12-08-2022)   | PC       | 81/100   |
| GameRankings (media al 08-12-2019) | PS4      | 86.30%   |
| GameRankings (media al 08-12-2019) | PC       | 85.00%   |
| Multiplayer.it                     | PS4      | 4.5/5    |
| Eurogamer (ITA)                    | PS4      | 4/5      |
| Tom's Hardware                     | PS4      | 4/5      |
| Gamereactor                        | PS4      | 4/5      |
| IGN                                | PS4      | 4.5/5    |
| Playstation Universe               | PS4      | 4.5/5    |

Il gioco è stato accolto calorosamente al debutto, raccogliendo i consensi sia della critica specializzata sia dei giocatori. Al lancio sono state registrate ottime vendite; nella prima settimana dal lancio il gioco si è classificato al primo posto nella classifica "Top 10" italiana dei miglior giochi multipiattaforma.
Negli Stati Uniti è riuscito a totalizzare un profitto superiore del 60% rispetto alle vendite ottenute al lancio del primo capitolo della saga.
In Giappone si è classificato al primo posto nella classifica dei titoli più scaricati e al terzo posto come numero di copie vendute, totalizzando un totale di 56.014 copie vendute nella prima settimana dal lancio. 
Nel mese di maggio 2018 il gioco ha totalizzato le 900.000 copie vendute.

## Riconoscimenti
- 2017 - Game Critics Awards
  - Miglior gioco di ruolo[34]
- 2017 - Gamescom
  - Miglior gioco di ruolo[34]
  - Nominato - Best booth award[35]
  - Nominato - Miglior gioco Sony Playstation 4[35]
  - Nominato - Miglior family game[35]

## Altri media
Il 23 agosto 2019 è prevista, nelle sale giapponesi, l'uscita di un film d'animazione dal titolo Ni no kuni e ispirato all'omonima saga di videogiochi. Il film, realizzato dalla stessa Level-5, non ha visto la diretta collaborazione dello Studio Ghibli, ma è stato diretto da Hayao Miyazaki e Yoshiyuki Momose (character designer che ha lavorato a vari film dello studio d'animazione); la colonna sonora è stata poi curata da Joe Hisaishi, storico compositore dello Studio Ghibli.